# Spermotrichum pulchellum
Spermotrichum pulchellum är en svampart som först beskrevs av Speg., och fick sitt nu gällande namn av Carl Ernst Otto Kuntze 1898. Spermotrichum pulchellum ingår i släktet Spermotrichum, divisionen sporsäcksvampar och riket svampar.   Inga underarter finns listade i Catalogue of Life.